# Petropsychops superbus
Petropsychops superbus là một loài côn trùng trong họ Osmylopsychopidae thuộc bộ Neuroptera. Loài này được Riek miêu tả năm 1956.